# General Electric GEnx
O General Electric GEnx (General Electric Next-generation) é um moderno motor turbofan produzido pela General Electric para o Boeing 787 Dreamliner e para o Boeing 747-8. Feito com materiais leves, com tecnologia de ponta e de performance elevada, pretende-se que o GEnx substitua todos os motores da família CF6.
Tornou-se o motor com maior número de encomendas da história da General Electric, contando já com 1.300 motores encomendados.